# 下旺清真寺
下旺清真寺是一座位于山东省泰安市的具有宫殿式伊斯兰教建筑风格的清代古建筑。

## 地址
下旺清真寺位于山东省泰安市岱岳区粥店街道。

## 介绍
下旺清真寺的始建年代不详，其建筑坐西朝东，占地面积2900平方米。寺内现存石碑记载：明天启六年（1626年），善人李茂友乏嗣，遂将其房产、土地捐入寺内。清雍正十二年（1734年）重修大殿。同治二年（1864年）战火中遭到破坏，十一年（1872年）重修。文革时期该寺被作为村革命委员会办公室使用，期间寺内文物或丢失或遭破坏，寺内原有清朝阁老赵国麟赠送的“清净乾坤”匾额也不知去向。现保存完整的尚有明、清、民国时代碑刻11通，断碑一块。1980年，该寺重新修复开放，二十世纪九十年代，泰安市政府将该寺建成穆斯林园、成立了文物保护小组，2006年修复寺门牌楼。
2006年12月31日，下旺清真寺被列入泰安市第二批市级重点文物保护单位，后于2013年10月10日被列入山东省第四批文物保护单位。